# Cerodontha ussuriensis
Cerodontha ussuriensis är en tvåvingeart som beskrevs av Zlobin 1979. Cerodontha ussuriensis ingår i släktet Cerodontha och familjen minerarflugor. Inga underarter finns listade i Catalogue of Life.